# Sophie Aberle
Sophie Bledsoe Aberle (nascida Herrick; 21 de julho de 1896 – outubro de 1996) foi uma antropóloga, médica e nutricionista americana conhecida por seu trabalho com Pueblo. Ela foi uma das duas mulheres nomeadas pela primeira vez para o Conselho Nacional de Ciências.

## Infância e educação
Sophie Bledsoe Herrick nasceu em 1896, filha de Albert e Clara S. Herrick, em Schenectady, Nova York . Sua avó paterna e homônima era a escritora Sophia Bledsoe Herrick . Sophie foi educada em casa e teve um breve casamento aos 21 anos, que lhe deu o sobrenome Aberle.
Aberle começou a frequentar a Universidade da Califórnia em Berkeley, mas mudou para a Universidade de Stanford, obtendo um diploma de bacharel em 1923, um mestrado em 1925 e um doutorado. em genética em 1927. Ela então frequentou a escola de medicina, ganhando um MD da Universidade de Yale em 1930. Enquanto estudante, ela trabalhou como histologista assistente, embriologista e neurologista, e como instrutora de antropologia.

## Carreira e pesquisa
Embora ela tenha começado sua carreira com um período de 4 anos como instrutora em Yale, Aberle passou a maior parte de sua carreira trabalhando em áreas de nativos americanos. Ela foi contratada pelo Bureau of Indian Affairs de 1935 a 1944, depois assumiu um cargo no National Research Council até 1949 e de 1949 a 1954 na University of New Mexico. Em 1948, seu primeiro livro importante foi publicado, colocando Aberle como um forte defensor dos direitos à terra de Pueblo.
Ela e Gerty Cori foram as primeiras mulheres nomeadas para o Conselho Nacional de Ciências pelo presidente Harry Truman em 1951. Aberle permaneceu membro até 1957. Ela trabalhou para o Bernalillo County Indian Hospital como nutricionista-chefe até 1966, quando retornou à Universidade do Novo México como professora de psiquiatria, cargo que manteve até sua aposentadoria em 1970.

### Serviço profissional
Aberle passou grande parte de sua carreira trabalhando em comitês de alocação de terras e saúde. Ela era membro do comitê da bacia de drenagem do alto Rio Grande, do comitê de saúde do All Indian Pueblo Council, do New Mexico Nutrition Committee, da White House Conference on Children in Democracy, do Committee of Maternal and Infant Mortality, Planned Parenthood e foi presidente do conselho de diretores da Escola de Treinamento de Campo Southwest para Serviço Federal e da Comissão de Direitos, Liberdades e Responsabilidades dos Índios Americanos.

## Associações profissionais
- Associação Americana para o Avanço da Ciência
- American Medical Association

## Trabalhos
- The Pueblo Indians of New Mexico, Their Land, Economy and Civil Organization
- The Indian: America's Unfinished Business